# Mariánský sloup (Mohelnice)
Mariánský sloup v Mohelnici se nachází na náměstí Svobody. Sloup v korintském stylu byl postaven roku 1717 na památku obětem morové epidemie z přelomu let 1714–1715. Jedná se o barokní sousoší, které je od roku 1958 památkově chráněno.

## Historie
Poslední velká morová epidemie se v českých zemích vyskytovala v letech 1713–1715. Nejdříve byly zasaženy Čechy, kam nákaza dorazila přes Rakousy z Uher. V roce 1714 se rozšířila na Moravu. Mohelnice byla morem postižena v srpnu 1714, což znamenalo izolaci města a uzavření veřejných budov včetně kostela. Tím byly značně omezeny možností zásobování, které navíc byly umocněny přesunutím trhů z náměstí do Olomoucké ulice na okraji města. Aby Mohelnici nepostihl zároveň i hladomor, nařídil olomoucký biskup dodávky obilí a palivového dříví z hradu Mírova. V roce 1715 epidemie již polevila, zanechala však za sebou 263 mrtvých, tj. skoro pětinu tehdejšího počtu obyvatel Mohelnice.
Na ochranu před případnou budoucí morovou ránou a také jako výraz poděkování za odeznění epidemie, se zástupci města rozhodli oslovit olomouckého sochaře Jana Václava Strumera s žádostí o zhotovení morového sloupu zasvěceného Panně Marii. Strumer nabídku přijal za cenu 1700 zlatých a dílo umístěné na centrálním náměstí v roce 1717 dokončil.

## Popis
Mariánský sloup o výšce 13 m byl vytvořen z maletínského pískovce. Na sloupu zakončeném korintskou hlavicí stojí socha Madony v nadživotní velikosti na levé ruce nesoucí Ježíška. Sloup je postaven na podstavci, na jehož jižní stěně je vyobrazen světící biskup se znakem olomouckého arcibiskupství, od něhož je odvozen i znak Mohelnice. Podstavec je umístěn na masivní krychlové podnoži, jejíž nárožní pilíře jsou osazeny sochami patronů – Rocha, Šebestiána, Františka Xaverského a Karla Boromejského.
Specifikem mohelnického mariánského sloupu je jeskyně vytesaná do podnože. V té se nachází socha ležící sv. Rozálie, která je považována za ochránkyni proti moru na základě legendy připisující jí zásluhu za ukončení morové epidemie v Palermu, poté co její ostatky byly pochovány ve městě.
Mariánský sloup ohraničuje čtvercová balustráda, v jejichž rozích jsou na pilířích postaveny sochy svatých – Augustin, Ambrož, Anna a Pavlína.
Průběh epidemie ve městě dokumentuje německý nápis tehdejšího rychtáře a kronikáře A. L. Kellera vytesaný do severní stěny podnože.
V blízkosti sloupu na jeho východní straně se nachází 4,8 m vysoká litinová kašna, která je rovněž památkově chráněna.

## Galerie
- Socha Panny Marie s Ježíškem.
- Mariánský sloup se sousoším.
- Osvětlený mariánský sloup.
- Mariánský sloup - jižní strana.
- Po renovaci náměstí (nová výsadba).
- Před renovací náměstí, která proběhla v roce 2012.